# Mosquée Fanar
La mosquée Fanar ou mosquée du Qatar est la plus grande mosquée de Doha, la capitale du Qatar, construite au XXIe siècle. 
Elle est reconnaissable au design moderne de son minaret et aux matériaux traditionnels des mosquées du Qatar, utilisés dans sa construction, tels que le corail, la terre cuite et le bois; par opposition aux mosquées du XXIe siècle construites avec des briques et du mortier. Ces matériaux permettent aujourd'hui la construction de dômes élevés, en remplacement des toits plats. Le traditionnel mothawaddah (réceptacle des eaux de pluie) en plein air, a été remplacé par des bassins d'eau.